# إبراهيم بن حسين البيري
إبراهيم بن حسين بن أحمد البيري يعرف أيضًا بـابن بيرى و بيري زاده (1611 - 13 أغسطس 1688) (1020 - 16 شوال 1099) فقيه حنفي حجازي من أهل القرن السابع عشر الميلادي/ الحادي عشر الهجري. ولد بالمدينة المنورة عندما كان أبوه في زيارة لها ونشأ في مكة المكرمة ودرس على كبار علمائها. تبحر مجتهدًا في الفقه الحنفي، وتصدر للتدريس في المسجد الحرام، وأجاز كثيرًا من العلماء والمشايخ عصره. تولي إفتاء مكة سنين حتى عزله الشريف بركات بن محمد سنة 1673. له حواش وشروح في الفقه والحديث ورسائل فقهية كثيرة تنيف على سبعين مؤلفاً. توفي في مكة ودفن بالمعلاة. 

## سيرته
هو، برهان الدين أبو محمد إبراهيم بن حسين بن أحمد بن محمد بن أحمد بن بيري. ولد في المدينة المنورة بإيالة الحبشة-الحجاز العثمانية في أيام زيارة أبيه في حدود سنة 1020 هـ / 1611 م ونشأ بها وبمكة. أخذ عن عمه محمد بن بيري، وعبد الرحمن المرشدي وغيرهما، وقرأ العربية على ابن الجمال، وأخذ الحديث عن ابن علان، وأجازه كثير من المشايخ الحجاز، وكتب له بالإجازة كثير من شيوخ الحنفية بمصر. 

برز في عصره في الفقه، وتحبر في العلوم والأحكام، وحرر المسائل وأنفرد بعلم الفتوى. صرف أوقاته في معرفة الفِرَق، والجمع بين المسائل. كان من أكابر فقهاء الحنفية وعلمائهم المشهورين في عصره. 

تولي إفتاء مكة سنين، ثم عزل عنها لما تولى الشريف بركات بن محمد بن إبراهيم سنة 1083 هـ/ 1673 م، لما كان بينه وبين محمد بن سليمان المغربي خلافات، وكانت أمور الحرمين في أول دولة الشريف بركات منوطة به. 

اشتغل بالتدريس، ومن تلاميذه حسن بن علي العجيمي، وتاج الدين الدهان، كما تلقى عنه عدد من الوافدين إلى الحرمين.

توفي إبراهيم بن حسين البيري يوم الأحد سادس عشر شوال سنة 1099 هـ/ 13 أغسطس 1688 وصلى عليه عصر يومه بالمسجد الحرام، ودفن بالمعلاة بقرب تربة السيدة خديجة. 

## حياته الشخصية
كان له ولد، مات في حياته، وانقطع بعد ذلك عن الناس. 

## مؤلفاته

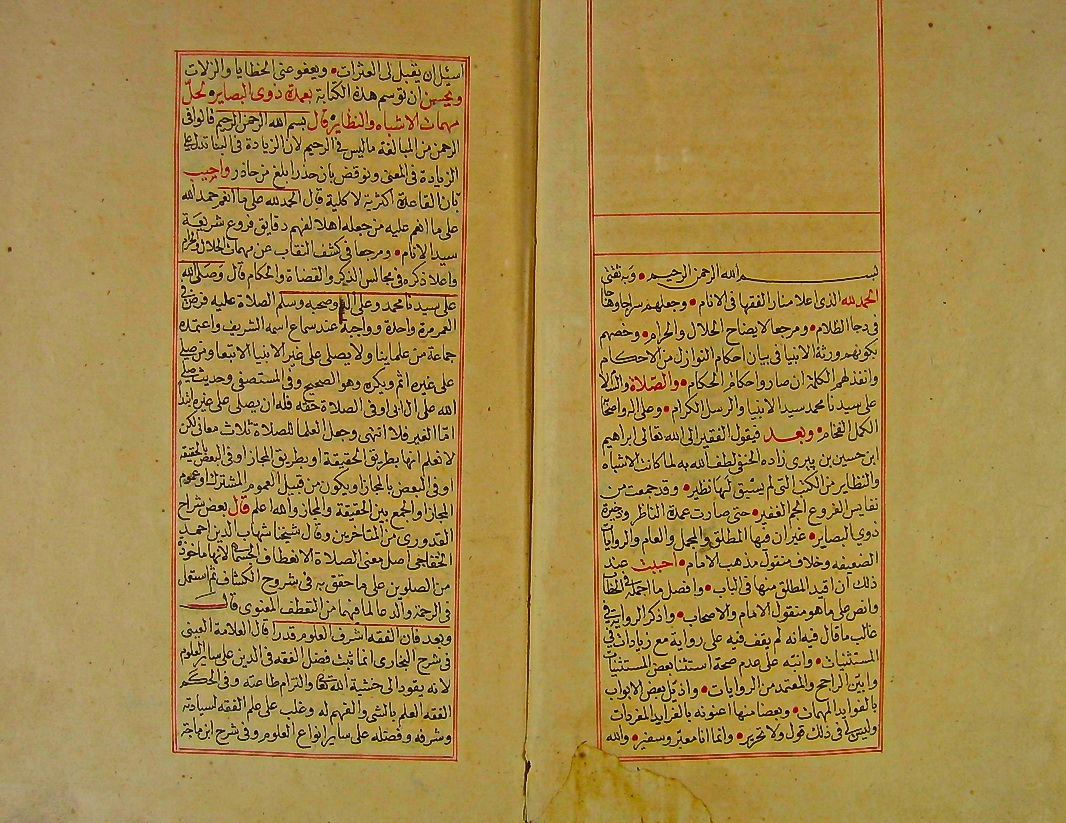
صفحتي الافتتاحية من كتاب «عمدة ذوي البصائر بحل مهمات الأشباه والنظائر» لإبراهيم بن حسين البيري، مخطوطة كتبها عبد الله المقري المصري عام 1159 هـ/ 1746م.

له مؤلفات ورسائل كثيرة تنيف على سعبين، منها:
- «إعلام الأعلام بمهمات مسائل الحكام»
- «الإتحاف بالأحاديث الواردة في الطواف»
- «الإراءة في حكم الطلاق المعلق بصحة البراءة»
- «الأمنية في صحة الوضوء بلا نية»
- «التعبير المنير على مواضع من شرح المنسك الصغير»
- «السهم الصائب على من حكم من نواب الوقت على الغائب»
- «السيف المسلول في دفع الصدقة لآل الرسول»
- «الفوائد المكية على العقائد القدسية»
- «اللمعة في حكم الصلاة الأربع بعد الجمعة»
- «المتعة في عدم جواز استخلاف خطيب الجمعة»
- «النقول المتتابعة في حكم رفع الإمام رأسه ولم يعقد في الرابعة»
- «إزالة الضنك في المراد من يوم الشك»
- «بذل المهة فيما يجب ويسوغ فعله للزوجة»
- «بلوغ الأرب في أرض الحجاز وجزيرة العرب»
- «بلوغ المنى في أحكام مِنى»
- «تبليغ الأمل في عدم جواز التقليد بعد العمل»
- «تحصيل الأجر في أبانة حد الجهر»
- «دفع الضرر في الترخص بتأخير الصلاة في السفر»
- «رد القول العنيد في جواز الاقتداء بالمخالف في العيد»
- «رفع الإبهام في بيان صحة الصلاة مع الإعلام»
- «رفع الإضرار في رد القول بأن قبول الابرار إقرار»
- «رفع القبض في حكم القبض»
- «عدة السالك في أحكام المناسب»
- «صنف الإتحاف بالاحاديث الْوَارِدَة فِي فضل الطّواف»

من رسائله:
- «رسالة حكم الإيثار بالقرب والقول التام في إنفساخ الدار المستأجرة بالانهدام»
- «رسالة حكم في الاستبراء»
- «رسالة في استعمال الحيلة لمن قصد مجاوزة الميقات»
- «رسالة في الاستثناء في اليمين الكاذبة والإتحاف بمهمات مسائل الأوقاف»
- «رسالة في الإشارة في التشهد»
- «رسالة في الحضانة»
- «رسالة في المِسك والزباد»
- «رسالة في إيصال الثواب للأموات »
- «رسالة في إيضاح الألفاظ الغريبة»
- «رسالة في بيان أقسام الرشوة»
- «رسالة في بيان السكك»
- «رسالة في بيض الصيد إذا دخل الحرم»
- «رسالة في تكفير الحج للتعبات والكبائر»
- «رسالة في جمرة العقبة»
- «رسالة في جواز الصيد بالبندقة»
- «القول الأزهر في فيما يفتي بقول زفر»
- «رسالة في جواز العمرة في أشهر الحج»
- «رسالة في حكم استعمال أواني الفضة والذهب»
- «رسالة في حكم إسقاط الصلاة»
- «رسالة في حكم الاقتداء بالمخالف» وهي غير الأولى
- «رسالة في حكم البناء بمِنى»
- «رسالة في حكم التغزير بأخذ المال»
- «رسالة في حكم التقليد»
- «رسالة في حكم الدهن وقد ماتت فيه القارة»
- «رسالة في حكم الفرغ والاستدلال في حكم الاستبدال»
- «رسالة في حكم الواقع بالطلاق الصريح»
- «رسالة في حكم الوقف على من كان أعزب »
- «رسالة في حكم بيع العدة والأمانة»
- «رسالة في حكم تعاطي التنباك»
- «رسالة في حكم جعل الطلاق بيد الزوجة والمولى والعدة في طلاق المعتدة»
- «رسالة في حكم حمل الجنازة إلى المقبرة»
- «رسالة في حكم حمل الجنازة»، مختلفة عن الأخرى
- «رسالة في حكم دعوى اليد»
- «رسالة في حكم شرف ولد الشريفة»
- «رسالة في حكم عزل السلطان للقاضي»
- «رسالة في حكم فناء الدار»
- «رسالة في حكم قصر الصلاة في طريق جدة»
- «رسالة في عدم إرث الزوج من المفارقة بالمرض بالجب والعنة»
- «رسالة في عدم جواز التلفيق»، رد فيه على مكي فروخ
- «رسالة في عدم جواز صلاة الرجال خلف صف النساء»
- «رسالة في عدم دخول أولاد البنات في مسمّى أولاد الأولاد»
- «رسالة في عدم سقوط المعلوم »
- «رسالة في عدم صحة عزل القوام»
- «رسالة في عدم ضمان الصيرفي»
- «رسالة في فرائض الصلاة وشرحها»
- «رسالة في فساد الإقرار»
- «رسالة في فسخ إحرام الصبي»
- «رسالة في كراهية لبس الأحمر»
- «رسالة في معنى الاستحسان والقياس»
- «رسالة في معنى العقر والإبانة في زمن سقوط النفقة المفروضة دون المستدانة»
- «رسالة في معنى تعلق الوجوب والضمان بالذمة»
- «رسالة في من علق طلاق زوجته بالبراءة من المهر ونفقة العدة ومؤنة السكنى»
- «رسالة في من يطلق عليه السيد الشريف»
- «رسالة‌ في نقض القسمة»
- «رسالة فيما إذا طلق وأدعى الاستثناء»

من شروحه وحواش ومختصراته:
- «شرح المسايرة لإبن الهام»
- «شرح المنسك الصغير للملا رحمة الله»
- «شرح الموطأ رواية محمد بن الحسن في مجلدين»
- «شرح تصحيح القدوري للشيخ قاسم»
- «شرح رسالة مشروعية العمرة المكي في أشهر الحج»
- «شرح منسك الشهاوي»
- «شرح منظومة ابن الشحنة في العقائد»
- «اختصار الطراز المذهب في بيان الصحيح من المذهب»، والأصل لشيخه بدر الدين الشهاوي
- «عمدة ذوي البصائر لحل مهمات الاشباه والنظائر»، حاشية على الأشباه والنظائر